# Mónica Joven
Mónica y su Pandilla Joven (o simplemente Mónica Joven) es una serie animada brasileña basada en los cómics del mismo nombre, creada por Mauricio de Sousa, y coproducida por Copa Studio. La serie se estrenó el 7 de noviembre de 2019 en la señal brasileña de Cartoon Network.

## Personajes

### Personajes principales
- Agatha Paulita como Mónica
- Alex Minei como Cebolla
- Bianca Alencar como Magáli
- Ítalo Luiz como Cascarón

### Personajes secundarios
- Flora Paulita como Cascuda
- Michelle Giudice como Denise
- Lucas Gama como Quim
- Priscilla Ferreira como Carmina
- Cayo Albuquerque como Francisco
- Alexandre Cruz como Tití
- Yuri Chesman como Contreras
- Gabriel Ebling como Xavier
- Bruna Matta como Marina
- Robson Kumode como Jeremías
- Danilo Diniz como Nimbus
- Adrian Tatini como Fabinho
- Kandy Kathy como Isadora
- Hugo Piccini como Profesor Sergio
- Luiza Porto como María Cebollita

## Episodios
| Temporada | Temporada | Episodios | Estados Unidos         | Estados Unidos           | Latinoamérica          | Latinoamérica            |
| Temporada | Temporada | Episodios | Primera emisión        | Última emisión           | Primera emisión        | Última emisión           |
| --------- | --------- | --------- | ---------------------- | ------------------------ | ---------------------- | ------------------------ |
|           | 1         | 26        | 7 de noviembre de 2019 | 16 de septiembre de 2021 | 7 de noviembre de 2019 | 16 de septiembre de 2021 |

### Primera temporada (2021-)
| No. (serie) | No. (temp.) | Título                                                            | Guion por                                                                             | Estreno original         | Estreno en Latinoamérica | Código de prod. |
| --- | ----------- | ----------------------------------------------------------------- | ------------------------------------------------------------------------------------- | ------------------------ | ------------------------ | --------------- |
| 1 | 1           | «Cake (LA)» «Cake's»                                              | Escrito por: Mariana Botas Guion gráfico: Luis Gustavo Hernández Sánchez              | 25 de marzo de 2021      | 20 de junio de 2022      | 101             |
| Cuando se terminan los waffles tiene Mónica que comprar mas |             |                                                                   |                                                                                       |                          |                          |                 |
| 2 | 2           | «La fiesta de la Súper Luna (LA)» «A Balada da Super Lua»         | Escrito por: Mabel Lopes Guion gráfico: Ricardo Sasaki                                | 14 de noviembre de 2019  | 14 de noviembre de 2019  | 102             |
| 3 | 3           | «Veneno virtual (LA)» «Veneno Virtual»                            | Escrito por: Ivan Nakamura Guion gráfico: Eric Vanucci                                | 21 de noviembre de 2019  | 21 de noviembre de 2019  | 103             |
| 4 | 4           | «Café Neko (LA)» «Neko Café»                                      | Escrito por: Natalia Maeda Guion gráfico: Ricardo Sasaki                              | 28 de noviembre de 2019  | 28 de noviembre de 2019  | 104             |
| 5 | 5           | «Luz, cámara, Cascarón (LA)» «Luz, Câmera, Cascão!»               | Escrito por: Ivan Nakamura Guion gráfico: Ricardo Sasaki                              | 5 de diciembre de 2019   | 5 de diciembre de 2019   | 105             |
| 6 | 6           | «Batalla de exquisiteces (LA)» «Batalha de Quitute»               | Escrito por: Ivan Nakamura Guion gráfico: Ricardo Sasaki                              | 12 de diciembre de 2019  | 12 de diciembre de 2019  | 106             |
| 7 | 7           | «Sobre chicos y calcetines (LA)» «Sobre Meninos e... Meias»       | Escrito por: Natalia Maeda, Ivan Nakamura y Mabel Lopes Guion gráfico: Ricardo Sasaki | 19 de diciembre de 2019  | 7 de abril de 2020       | 107             |
| 8 | 8           | «El peso de mil likes (LA)» «O Peso de Mil Likes»                 | Escrito por: Mabel Lopes Guion gráfico: Eric Vanucci                                  | 26 de diciembre de 2019  | 14 de abril de 2020      | 108             |
| 9 | 9           | « La bruja Magali (LA)» «Maga Magali»                             | Escrito por: Ivan Nakamura, Mabel Lopes y Natalia Maeda Guion gráfico: David Mussel   | 2 de enero de 2020       | 21 de abril de 2020      | 109             |
| 10 | 10          | «Voten por Mónica (LA)» «Vote em Mônica»                          | Escrito por: Ivan Nakamura Guion gráfico: David Mussel y Eric Vanucci                 | 9 de enero de 2020       | 28 de abril de 2020      | 110             |
| 11 | 11          | «Nueve de Noviembre (LA)» «Nove de Novembro»                      | Escrito por: Mabel Lopes, Ivan Nakamura y Natalia Maeda Guion gráfico: David Mussel   | 16 de enero de 2020      | 5 de mayo de 2020        | 111             |
| 12 | 12          | «Más allá de Jurerê (LA)» «Além de Jurerê»                        | Escrito por: Mabel Lopes Guion gráfico: Ricardo Sasaki                                | 23 de enero de 2020      | 12 de mayo de 2020       | 112             |
| 13 | 13          | «Acaso es una cita? (LA)» «Será que é Date?»                      | Escrito por: Natalia Maeda Guion gráfico: Ricardo Sasaki y Mário Mattoso              | 30 de enero de 2020      | 19 de mayo de 2020       | 113             |
| 14 | 14          | «Popular (LA)» «Sangue Bom»                                       | Escrito por: Natalia Maeda Guion gráfico: Ricardo Sasaki                              | 13 de septiembre de 2021 | 13 de septiembre de 2021 | 114             |
| Magali y Cascarón notan que Xavier tiene un comportamiento extraño: tiene actitud y se siente seguro de sí mismo. Como no pueden contar con la ayuda de Mónica, que está perdidamente enamorada de Contreras, ni de Cebollita, que está deprimido, Magali y Cascarón deciden investigar qué hay detrás del cambio en su amigo. Así descuben que el comportamiento de Xavier puede tener algo que ver con una bebida misteriosa. |             |                                                                   |                                                                                       |                          |                          |                 |
| 15 | 15          | «Cuidado con lo que deseas (LA)» «Uma Brisa de Liberdade»         | Escrito por: Natalia Maeda y Mabel Lopes Guion gráfico: David Mussel                  | 13 de septiembre de 2021 | 13 de septiembre de 2021 | 115             |
| Francisco es elegido entre varios científicos de todo el mundo para probar el nuevo robot de inteligencia artificial llamado Brisa. Marina, como siempre, deja de lado sus tareas para ayudar a su novio, pero el robot es mucho más autónomo de lo que esperaban y ayuda a Marina a darse cuenta de que su relación con Francisco podría ser mucho mejor.                                                                      |             |                                                                   |                                                                                       |                          |                          |                 |
| 16 | 16          | «Casi perfecto (LA)» «Quase Perfeito»                             | Escrito por: Natalia Maeda y Mabel Lopes Guion gráfico: Ricardo Sasaki                | 13 de septiembre de 2021 | 13 de septiembre de 2021 | 116             |
| Mónica y Contreras están de novios hace tres meses, momento en que la pasión inicial se enfría y los defectos del otro comienzan a salir a la luz. Mónica está en medio de una crisis: Contreras huele mal. Les pide ayuda a sus amigos y decide soltarle una indirecta a Contreras, pero como él no entiende el mensaje, Mónica decide poner en práctica un plan muy drástico.                                                 |             |                                                                   |                                                                                       |                          |                          |                 |
| 17 | 17          | «El amo de los villanos (LA)» «O Mestre dos Vilões»               | Escrito por: Natalia Maeda, Ivan Nakamura y Mabel Lopes Guion gráfico: David Mussel   | 14 de septiembre de 2021 | 14 de septiembre de 2021 | 117             |
| Hay una feria de cultura nerd en Limonero: Los amigos del Cómic. En esta nueva edición, la característica principal es la presencia del destacado dibujante de cómics Rob Rage, que está organizando un concurso de villanos. Cascarón, el fanático número uno de Rob, está dispuesto a impresionar a su ídolo, pero teme que el personaje creado por Marina gane el concurso.                                                  |             |                                                                   |                                                                                       |                          |                          |                 |
| 18 | 18          | «Teru Teru Bozu (LA)» «Teru Teru Buzu»                            | Escrito por: Ivan Nakamura y Natalia Maeda Guion gráfico: Ricardo Sasaki              | 14 de septiembre de 2021 | 14 de septiembre de 2021 | 118             |
| A causa de una tormenta, Magali y Mónica pasan la noche en la casa de Contreras y Nimbus, antes de irse a la cama, a Magali se le ocurre hacer un Teru Bozu, un muñeco de trapo que, según la leyenda japonesa, tiene el poder de detener la lluvia, pero lo que en un principio parece una superstición se convierte en algo verdaderamente aterrador.                                                                         |             |                                                                   |                                                                                       |                          |                          |                 |
| 19 | 19          | «Corazón iluminado (LA)» «Coração Iluminado»                      | Escrito por: Mabel Lopes Guion gráfico: David Mussel                                  | 14 de septiembre de 2021 | 14 de septiembre de 2021 | 119             |
| Cebollita se pone ansioso cuando se entera de que tendrá que trabajar con Mónica y Contreras en una tarea escolar, para enfrentarse al hecho de que ellos están de novios, le pide a Isadora que le enseñe a meditar, ¿Pero podrá Cebollita mantenerse en modo zen mientras trabaja tan cerca de la nueva pareja? |             |                                                                   |                                                                                       |                          |                          |                 |
| 20 | 20          | «La sociedad de los huesos (LA)» «A Sociedade dos Ossos»          | Escrito por: Ivan Nakamura y Natalia Maeda Guion gráfico: Ricardo Sasaki              | 15 de septiembre de 2021 | 15 de septiembre de 2021 | 120             |
| Mónica, Cebollita y Xavier se ven obligados a pasar la tarde en la escuela para montar el esqueleto de la clase de ciencias que se les cayó al suelo. Allí conocen a Irene, una estudiante de segundo año que también está detenida, Irene convence a sus tres nuevos amigos de rebelarse contra su castigo y los invita a explorar los secretos de la escuela.                                                                 |             |                                                                   |                                                                                       |                          |                          |                 |
| 21 | 21          | «El mundo de María Cebolla (LA)» «O Mundo da Maria Cebola»        | Escrito por: Ivan Nakamura y Natalia Maeda Guion gráfico: David Mussel                | 15 de septiembre de 2021 | 15 de septiembre de 2021 | 121             |
| Le piden a Magali que cuide a María Cebollita, pero se frustra cuando se da cuenta de que a la niña solo le interesa su proyecto escolar. En uno de sus intentos de hacer jugar a María Cebollita, Magali termina causando un accidente y destruyendo el proyecto. Para arreglar la situación, tendrá que ayudar a la niña en un proyecto científico más ambicioso.                                                             |             |                                                                   |                                                                                       |                          |                          |                 |
| 22 | 22          | «Cuentos tenebrosos (LA)» «Contos Trevosos»                       | Escrito por: Ivan Nakamura y Natalia Maeda Guion gráfico: Ricardo Sasaki              | 15 de septiembre de 2021 | 15 de septiembre de 2021 | 122             |
| Con sus disfraces, Mónica, Magali, Cebollita y Cascarón van a una fiesta de Halloween. Sin embargo, cuando llegan a la dirección, ven una mansión realmente espantosa, no ven a nadie excepto a Luana, una chica extraña que se emociona al ver a sus primeros invitados. Mientras esperan que llegue más gente, la pandilla aprovecha el ambiente tenebroso para contar historias de miedo.                                    |             |                                                                   |                                                                                       |                          |                          |                 |
| 23 | 23          | «Capitana Cascuda (LA)» «Capitã Cascuda»                          | Escrito por: Natalia Maeda y Mabel Lopes Guion gráfico: David Mussel                  | 16 de septiembre de 2021 | 16 de septiembre de 2021 | 123             |
| 24 | 24          | «La verdad según Xavier (LA)» «A Verdade Segundo o Xaveco»        | Escrito por: Ivan Nakamura y Natalia Maeda Guion gráfico: Ricardo Sasaki              | 16 de septiembre de 2021 | 16 de septiembre de 2021 | 124             |
| 25 | 25          | «Navidad sin compás (LA)» «Natal Descompassado»                   | Escrito por: Natalia Maeda y Mabel Lopes Guion gráfico: David Mussel                  | 16 de septiembre de 2021 | 16 de septiembre de 2021 | 125             |
| 26 | 26          | «Una víspera de año nuevo increíble (LA)» «Um Réveillon Incrível» | Escrito por: Natalia Maeda y Mabel Lopes Guion gráfico: David Mussel                  | 16 de septiembre de 2021 | 16 de septiembre de 2021 | 126             |